# Der kleine Kuno
Der kleine Kuno ist ein deutscher Kinderfilm der DEFA von Kurt Jung-Alsen aus dem Jahr 1959.

## Handlung
Der kleine Kuno sitzt mit mehreren Freunden auf dem Bahnsteig einer Bezirksstadt, um nach den Feierlichkeiten zum Geburtstag der DDR wieder in seine Heimatstadt zu fahren. Mit ihm warten zwei Arbeiter aus dem Lokomotiven-Werk, die zur Nachtschicht fahren, in der sie eine Lokomotive aus Anlass des Jahrestages vorfristig übergeben wollen. Am Ziel angekommen steigt aus dem Zug auch ein schwarzer bekannter Sänger aus, der von vielen Leuten herzlich empfangen wird. Kuno begrüßt ihn ebenfalls und bindet ihm sein Pioniertuch um, wobei er fotografiert wird. Da sein Vater, der ihn abholt, zur Arbeit muss, bittet er die ältere Frau Plünnecke, seinen Jungen ins Bett zu bringen. Als Kuno im Bett liegt und Frau Plünnecke gegangen ist, steht er wieder auf und zieht sich vollständig an, denn er will unbedingt noch weiter der Feuerwehr zusehen, die auf dem Heimweg einen Brand löscht.
Die Feuerwehr beendet gerade ihre Löscharbeiten und Kuno nutzt die Gelegenheit, sich in einem Krankenwagen mit offener Tür zu verstecken, in den nach ihm ein Mädchen eingeliefert wird, das zu viel Rauch eingeatmet hat. Beide Kinder kommen in ein Krankenhaus, wo sie untersucht werden, doch bei Kuno kann der Arzt keine Beschwerden feststellen. Eine Überprüfung ergibt, dass Kuno nicht offiziell im Krankenwagen war, weshalb die Volkspolizei benachrichtigt wird, die seine Eltern ausfindig machen soll. Das hört Kuno, zieht sich schnell wieder an und verschwindet aus dem Krankenhaus. Auf dem weiteren Weg trifft er vor einer Kaserne der NVA einen Soldaten, der dort auf Posten steht. Mit dem unterhält er sich, jedoch muss das Gespräch unterbrochen werden, da viele Soldaten mit ihren Fahrzeugen die Kaserne verlassen, um noch einmal für die Militärparade zum Republikgeburtstag am nächsten Tag zu proben. 
Weiter geht sein Weg zum Kulturhaus der Stadt, wo er durch ein Fenster die Erwachsenen beim Tanz beobachtet. Die Veranstaltung wird auch im Fernsehen übertragen und durch Zufall landet Kuno im Übertragungswagen. Als er auf den Monitoren den schwarzen Sänger sieht, rennt er hinaus, da er zu ihm will. Hier läuft er direkt der Besatzung eines Streifenwagens in die Arme, die auf der Suche nach ihm ist. Die Polizisten liefern Kuno bei seinem Vater ab, der als Schriftsetzer in einer Druckerei arbeitet. Ein anwesender Reporter der Zeitung übernimmt es, den Jungen zu seiner Mutter in das Straßenbahndepot zu bringen, die dort als Schaffnerin arbeitet und gleich Feierabend hat. Doch vorher muss er noch in das Werk, in dem Lokomotiven gebaut werden, um die Übergabe einer solchen zu fotografieren. Hier trifft Kuno auf die beiden Arbeiter, die er bereits von seiner Bahnfahrt kennt, die ihm die ganze Lok erklären und sogar ein Stück mit ihm fahren. Dann geht es wieder in Richtung Straßenbahn, der Reporter hält eine an und hat das Glück, dass sogar Kunos Mutter drin sitzt, die gerade Feierabend hat. 
Kuno erzählt ihr seine ganzen Erlebnisse der letzten Nacht und dass er eigentlich jeden Beruf, den er hierbei kennenlernte, mal erlernen will, natürlich erst, wenn er groß ist. Dann bringt ihn die Mutti zu Hause ins Bett und seine letzten Worte vor dem Einschlafen sind: „Wenn ich einmal groß bin, werde ich Neger“.

## Produktion
Der kleine Kuno wurde als Schwarzweißfilm gedreht und hatte seine feierliche Premiere während der 1. Arbeiterfestspiele der DDR in Halle (Saale). Der allgemeine Kinostart für die DDR begann am 12. Juni 1959. Die Erstausstrahlung im Deutschen Fernsehfunk erfolgte am 29. Oktober 1962.
Für die Dramaturgie war Gudrun Rammler verantwortlich.

## Kritik
Im Neuen Deutschland  bemerkte Horst Knietzsch: 

„‚Der kleine Kuno‘ ist kein ‚großer‘ Film, mit all dem bombastischen Anspruch, den ‚große‘ Filme so oft unberechtigterweise erheben. Es ist ein kleiner, guter Film, in manchem Detail seiner Gestaltung beispielhaft für den modernen, den sozialistischen Kinderfilm.“

## Rezeption
Der Autor Peter Brock arbeitete sein Drehbuch literarisch aus zu dem Kinderbuch Der kleine Kuno (1963).  